# Medlešice (zámek)
Venkovský barokní zámek Medlešice se nalézá na západním okraji obce Medlešice, místní části okresního města Chrudim. Barokní mansardový zámek je spolu se zámeckým parkem vybudovaným z původní pavidelné zahrady a ohradní zdí chráněn od roku 1958 jako nemovitá kulturní památka ČR.

## Historie
Venkovský barokní zámek s mansardovou střechou byl vybudován v letech 1728 - 1732 za Marie Terezie z Vernieru, rozené Strakové z Nedabylic na místě starší tvrze, poprvé zmíněné v roce 1415 jako sídlo zemana Buzka z Mezilesic, následně v roce 1660 renesančně přestavěné.  Zdivo původní tvrze se dochovalo v severní a částečně i střední části zámku.
Autorství zámku je připisováno chrudimskému staviteli Donátu T. Morazzimu. Větší úpravy týkající se zejména interiéru proběhly po roce 1864.
První popis zámku pochází z roku 1793. Po roce 1802 se majitelé rychle střídali. Poslední majitel Jan Wiedersperg se během 2. světové války přihlásil k německé národnosti a proto byl jeho majetek konfiskován. Bezprostředně po válce byl objekt vyrabován a poté majetkově přidělen obci Medlešice.
V roce 2023 byla objevena v rámci archeologického průzkumu objektu původní barokní výmalba z 30. let 18. století. V zámku sídlí v roce 2024 mateřská školka, kaple, knihovna, scházejí se v něm místní hasiči a členové osadního výboru i M-Klubu. Zámek je však ve špatném techickém stavu - potřebuje provést opravu a rekonstrukci za cca 60 mil. Kč, tyto peníze však město Chrudim nemá.

## Popis
Zámek tvoří jednopatrová budova v neobvyklém tvaru písmena "T", se sedmiosým hlavním průčelím, krytá mansardovou střechou s vikýři krytou plechovou krytinou. Jednotlivá průčelí jsou členěna pilastry. Nad čtyřtabulkovými okny v prvním patře se šambránami se nalézají trojboké a obloukovité suprafenestry.
Vstupním západním průčelím se zámek v Medlešicích obrací do parku, ohrazeného kamennou zdí. Součástí parku západně před zámkem jsou dvě rokokové pískovcové vázy a jižně při přístupové cestě od brány stojí dvě piniové šišky na podstavcích. 

## Galerie

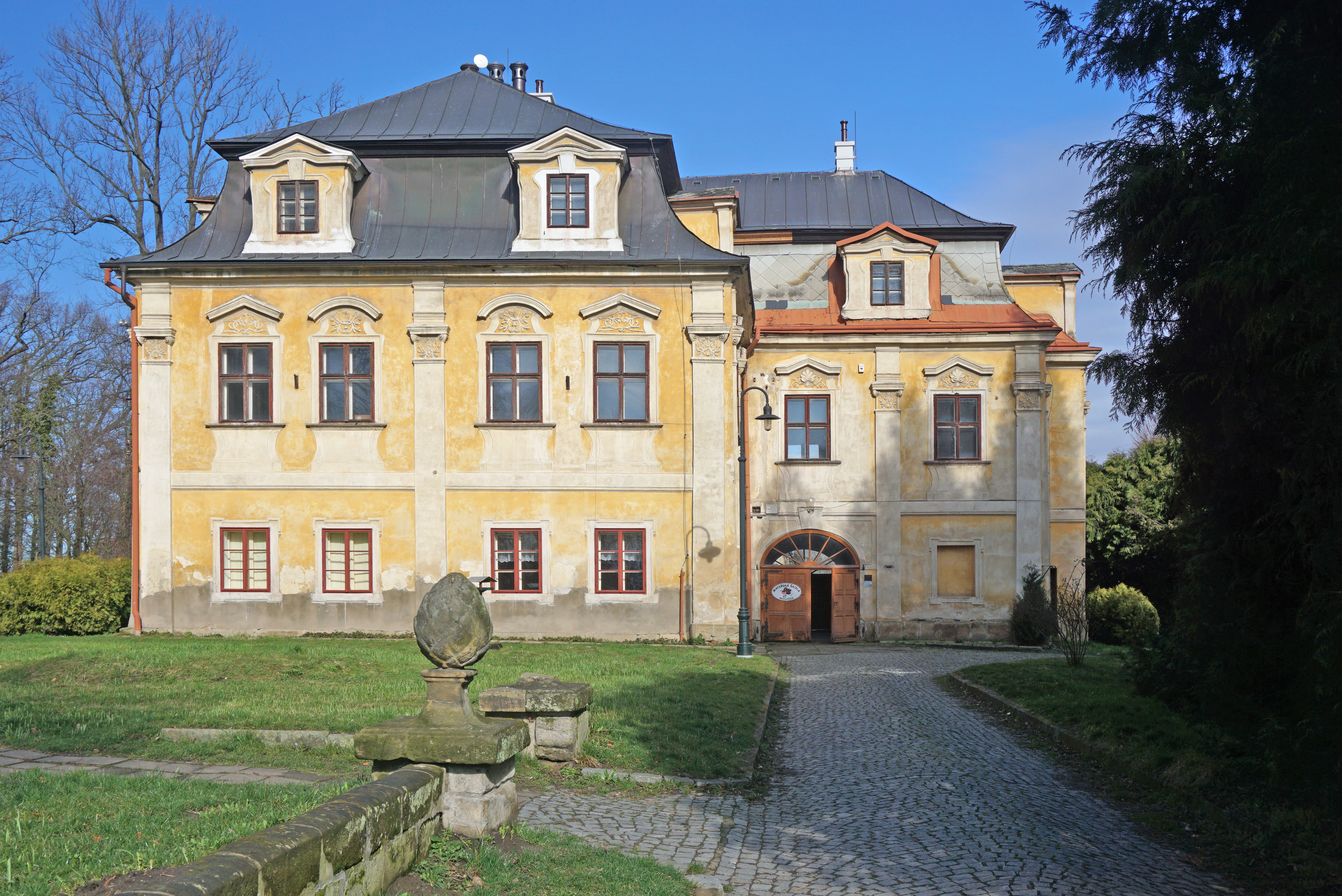
barokní zámek v Medlešicích
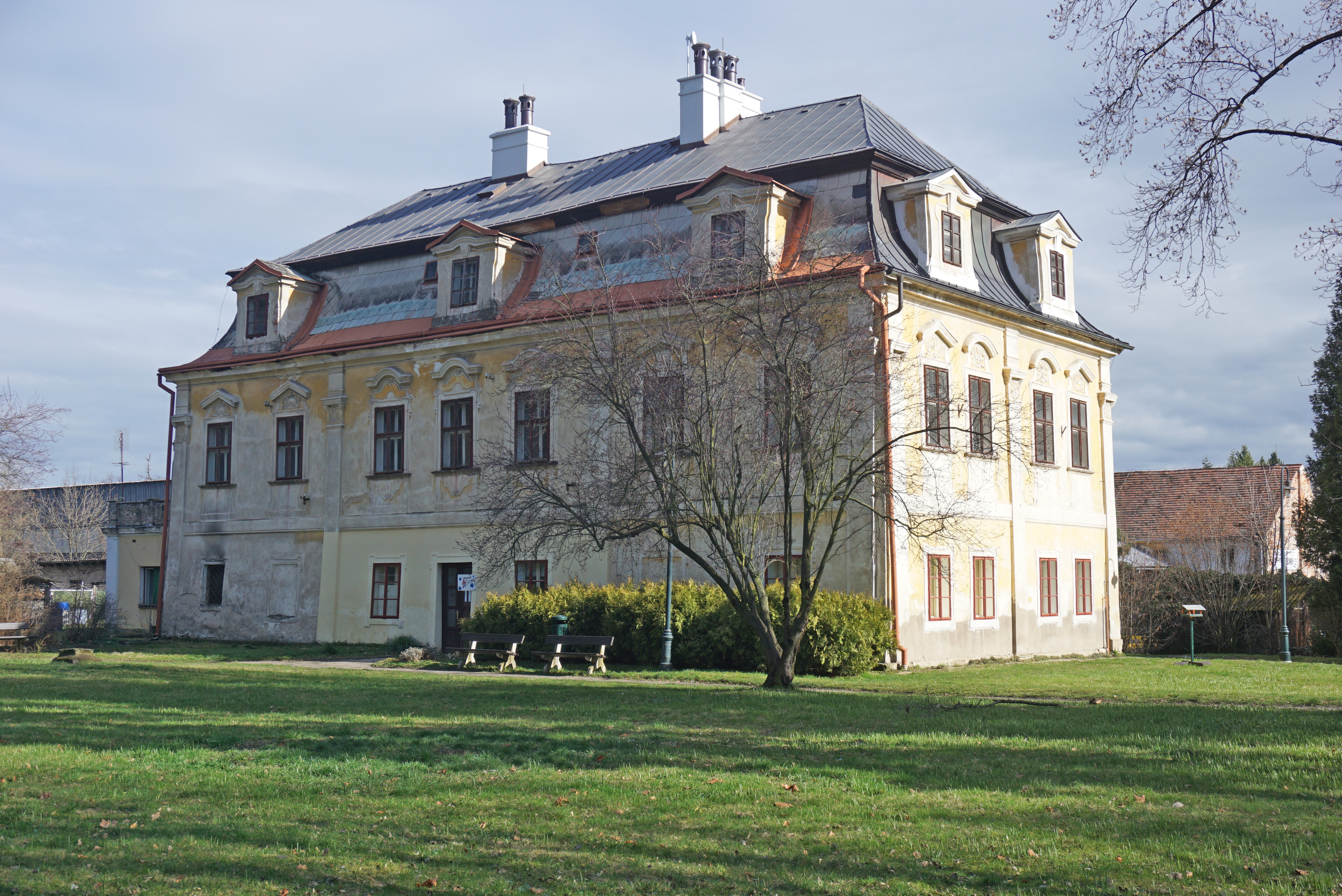
barokní zámek v Medlešicích
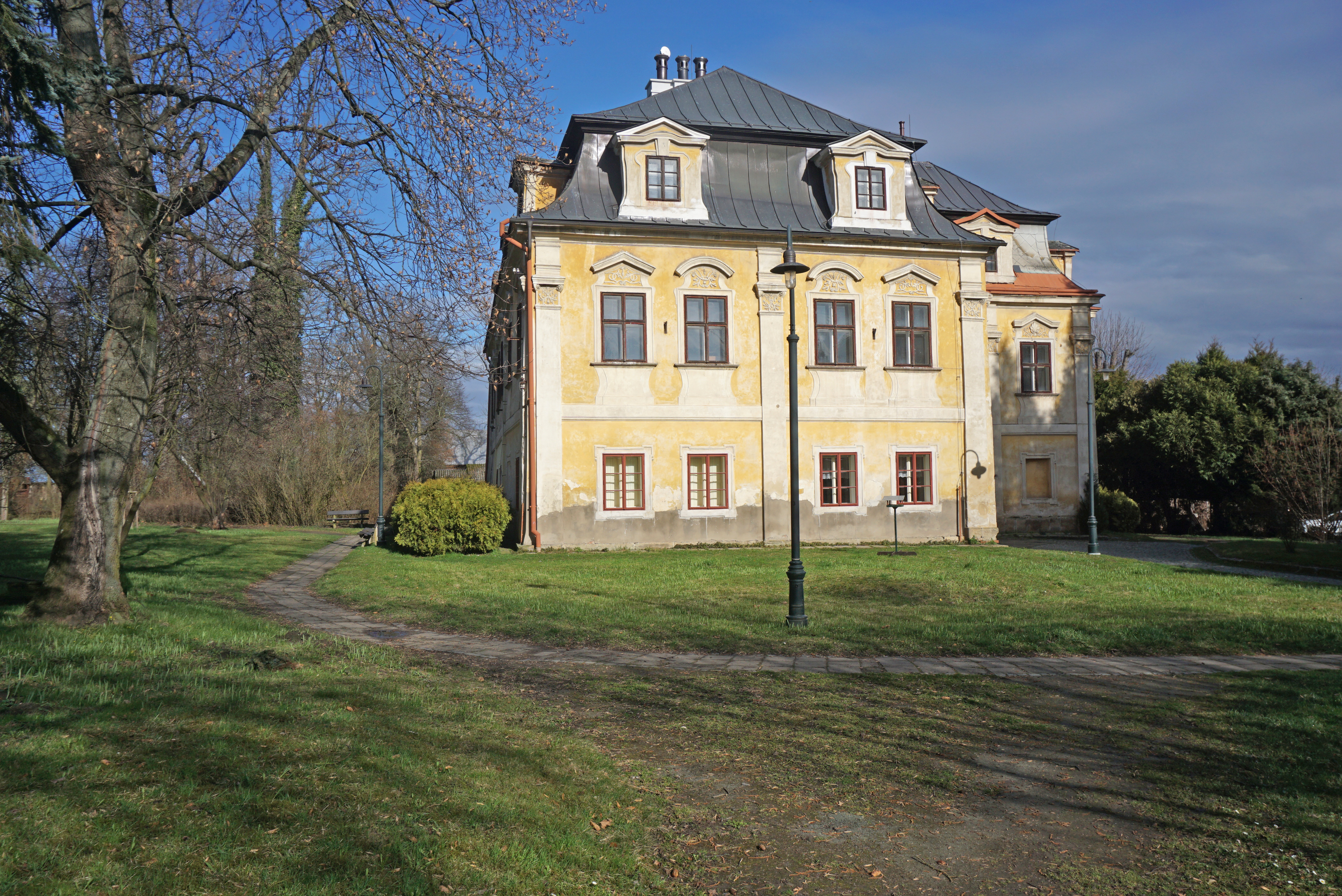
barokní zámek v Medlešicích
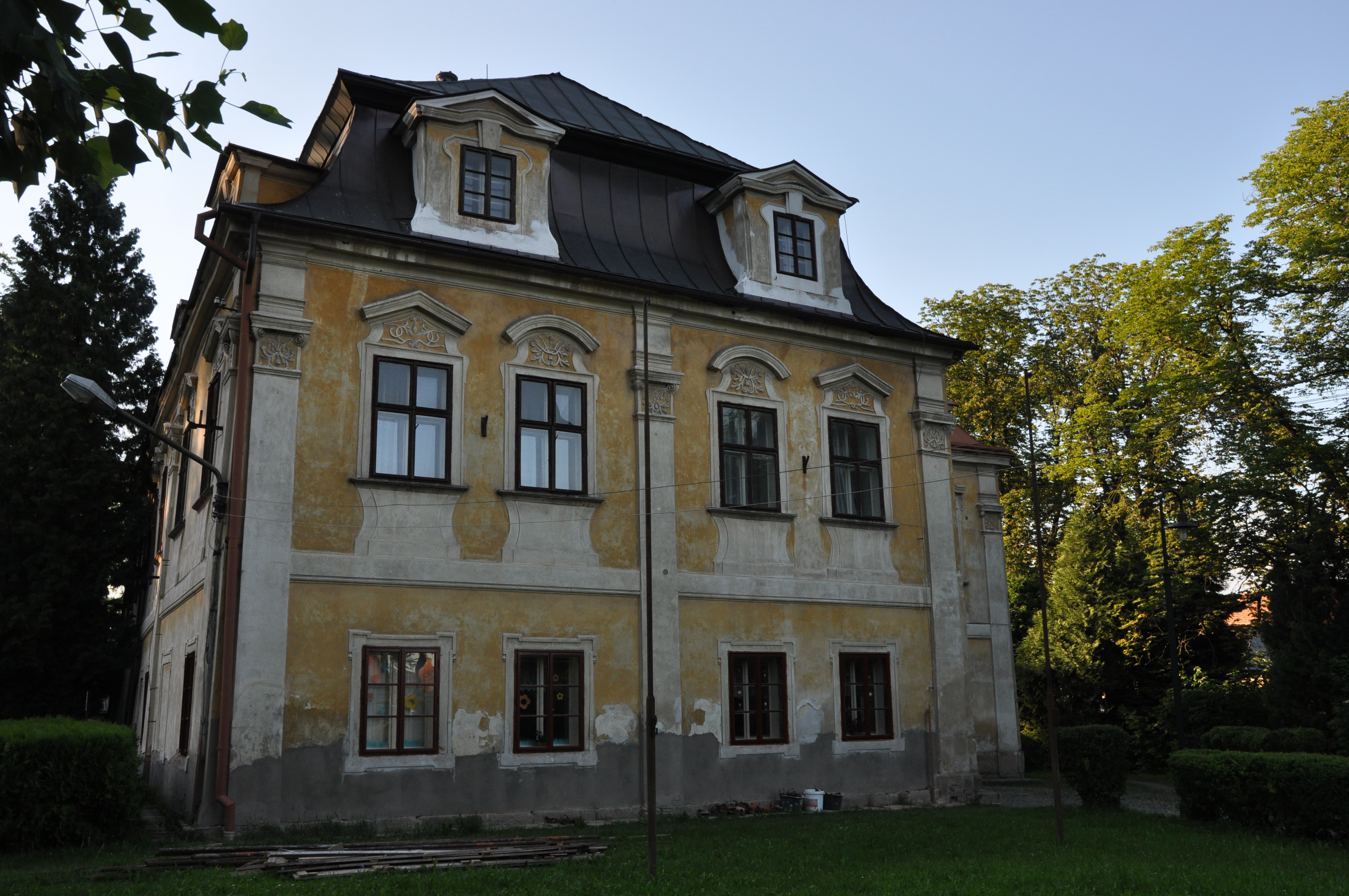
barokní zámek v Medlešicích
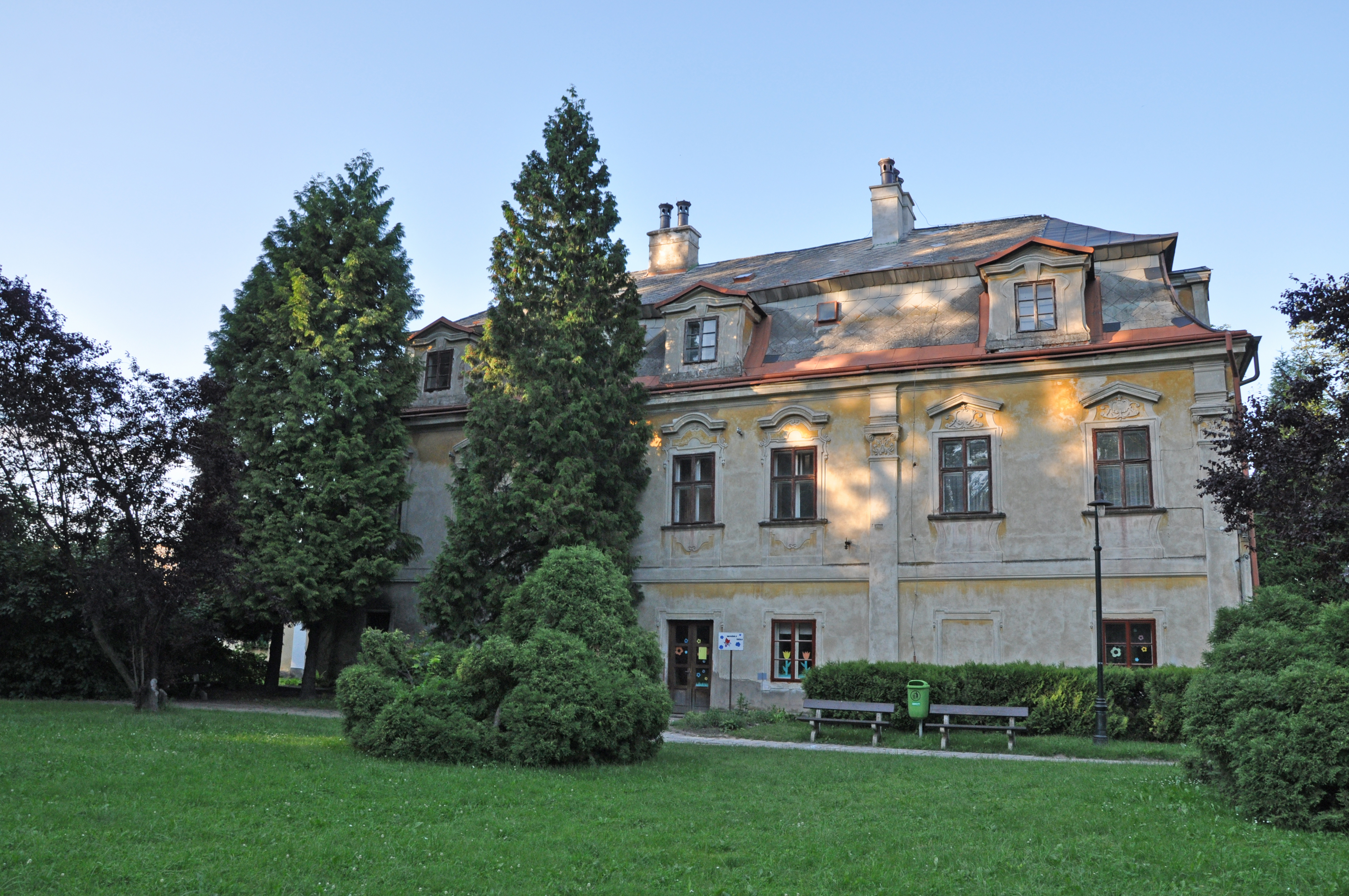
barokní zámek v Medlešicích